# Cuevo (gemeente)
Cuevo is een gemeente (municipio) in de Boliviaanse provincie Cordillera in het departement Santa Cruz. De gemeente telt naar schatting 5.375 inwoners (2018). De hoofdplaats is Cuevo.